# Ropta (gemaal)
Ropta is een gemaal in Roptazijl in de Nederlandse provincie Friesland.
Het gemaal is gebouwd in 1973 in het voormalige waterschap Noardlik Westergoa en loost het water vanuit het afgekoppelde gebied via de Roptavaart op de Waddenzee. De afvoercapaciteit van het gemaal is 460 m3 per minuut. Het gemaal werd gerenoveerd en er werd een vishevel aangelegd.

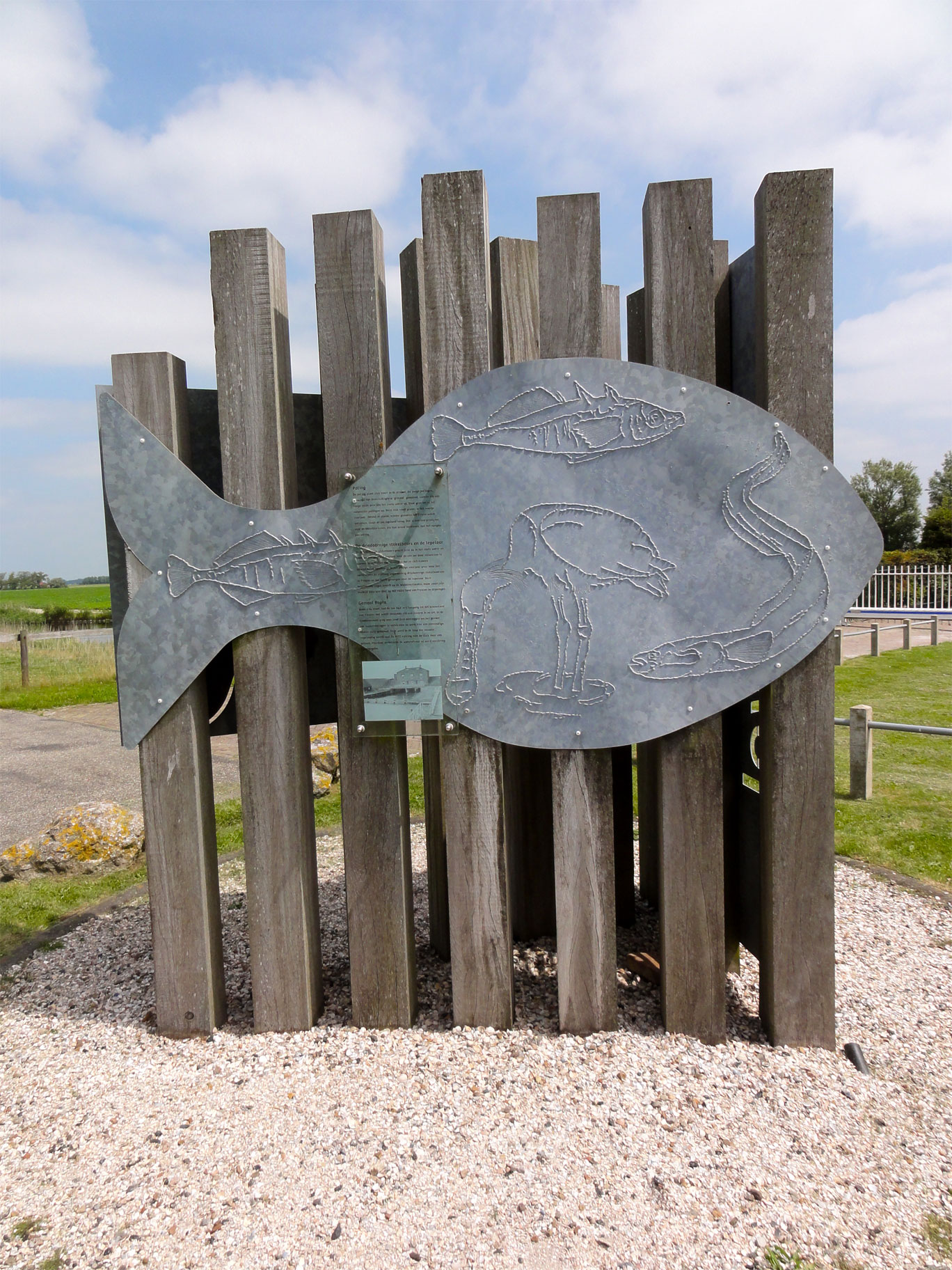
Kunstwerk bij vishevel